# Mosaab Omar
Musaab Omer Maaz Mussa (Wad Madani, 4 giugno 1984) è un calciatore sudanese, di ruolo difensore o centrocampista.

## Carriera

### Club
Ha sempre giocato nel campionato sudanese.

### Nazionale
Ha esordito con la maglia della Nazionale nel 2009.